# 羅耆陀毗闇
羅耆陀毗闇（羅馬化：Raktabīja，直译：血種（Blood seed）），是印度教中的一個阿修羅。根據《往世書》的描述，他曾與對抗時母和坎蒂（都是雪山神女的化身）的孫跋與尼孫跋戰鬥。
羅耆陀毗闇从湿婆那里获得神通：如果他的身体上的一滴血滴在战场上，将有许多羅耆陀毗闇从血液中涌现，并与敌人战斗。每一个自血液複製的羅耆陀毗闇，力量、形态和武器方面都非常相似。

## 腳註
1. ↑  Mani, Vettam. . . Motilal Banarsidass. 1975  [2023-12-12]. ISBN 0842608222. （原始内容存档于2024-01-14） （英语）.